# Zearaja
Zearaja és un gènere de peixos de la família dels raids i de l'ordre dels raïformes.

## Taxonomia
- Zearaja chilensis (Guichenot, 1848)[1]
- Zearaja maugeana (Last & Gledhill, 2007)[2]
- Zearaja nasuta (Müller & Henle, 1841)[3][4][5][6][7][8]